# Bradysia angustostylus
Bradysia angustostylus är en tvåvingeart som beskrevs av Menzel 2005. Bradysia angustostylus ingår i släktet Bradysia och familjen sorgmyggor.
Artens utbredningsområde är Tyskland. Inga underarter finns listade i Catalogue of Life.